# العلاقات السلوفاكية النيوزيلندية
العلاقات السلوفاكية النيوزيلندية هي العلاقات الثنائية التي تجمع بين سلوفاكيا ونيوزيلندا.

## مقارنة بين البلدين
هذه مقارنة عامة ومرجعية للدولتين:
| وجه المقارنة                                              | سلوفاكيا                                                       | نيوزيلندا                                              |
| --------------------------------------------------------- | -------------------------------------------------------------- | ------------------------------------------------------ |
| المساحة (كم2)                                             | 49.03 ألف                                                      | 268.02 ألف                                             |
| عدد السكان (نسمة)                                         | 5.44 مليون                                                     | 4.24 مليون                                             |
| الكثافة السكانية (ن./كم²)                                 | 110.95                                                         | 15.82                                                  |
| العاصمة                                                   | براتيسلافا                                                     | ويلينغتون، أوكلاند                                     |
| اللغة الرسمية                                             | اللغة السلوفاكية                                               | لغة إنجليزية، اللغة الماورية، لغة الإشارة النيوزيلندية |
| العملة                                                    | كرونة سلوفاكية، يورو                                           | دولار نيوزيلندي، الجنيه النيوزيلندي                    |
| الناتج المحلي الإجمالي (بليون دولار)                      | 95.77 مليار                                                    | 205.85 مليار                                           |
| الناتج المحلي الإجمالي (تعادل القوة الشرائية) بليون دولار | 162.34 مليار                                                   |                                                        |
| الناتج المحلي الإجمالي الاسمي للفرد دولار أمريكي          | 16.09 ألف                                                      |                                                        |
| الناتج المحلي الإجمالي للفرد دولار أمريكي                 | 30.46 ألف                                                      |                                                        |
| مؤشر التنمية البشرية                                      | 0.844                                                          | 0.914                                                  |
| رمز المكالمات الدولي                                      | +421                                                           | +64                                                    |
| رمز الإنترنت                                              | .sk                                                            | .nz                                                    |
| المنطقة الزمنية                                           | توقيت وسط أوروبا، ت ع م+01:00، ت ع م+02:00، أوروبا/براتيسلافا ‏ | ت ع م+13:00، ت ع م+12:00                               |

## منظمات دولية مشتركة
يشترك البلدان في عضوية مجموعة من المنظمات الدولية، منها:
| علم المنظمة | اسم المنظمة                               | تاريخ انضمام سلوفاكيا | تاريخ انضمام نيوزيلندا |
| ----------- | ----------------------------------------- | --------------------- | ---------------------- |
|             | وكالة ضمان الاستثمار متعدد الأطراف        | 1993                  | 22 أبريل 2008          |
|             | منظمة التعاون الاقتصادي والتنمية          | ?                     | ?                      |
|             | الأمم المتحدة                             | 19 يناير 1993         | 24 أكتوبر 1945         |
|             | الوكالة الدولية للطاقة                    | ?                     | ?                      |
|             | الفريق المعني برصد الأرض                  | ?                     | ?                      |
|             | منظمة حظر الأسلحة الكيميائية              | ?                     | ?                      |
|             | منظمة التجارة العالمية                    | ?                     | ?                      |
|             | منظمة الشرطة الجنائية الدولية             | ?                     | ?                      |
|             | مؤسسة التنمية الدولية                     | 1993                  | 1 أكتوبر 1974          |
|             | يونسكو                                    | 9 فبراير 1993         | 4 نوفمبر 1946          |
|             | الاتحاد البريدي العالمي                   | ?                     | ?                      |
|             | البنك الدولي للإنشاء والتعمير             | 1993                  | 31 أغسطس 1961          |
|             | الاتحاد الدولي للاتصالات                  | 23 فبراير 1993        | 3 يونيو 1878           |
|             | مؤسسة التمويل الدولية                     | 1993                  | 31 أغسطس 1961          |
|             | المركز الدولي لتسوية المنازعات الاستشارية | 26 يونيو 1994         | 2 مايو 1980            |
|             | مجموعة أستراليا                           | 1994                  | 1985                   |
|             | مجموعة الموردين النوويين                  | ?                     | ?                      |

## وصلات خارجية
- موقع وزارة الخارجية السلوفاكية
- موقع وزارة الخارجية النيوزيلندية